# Palai
Palai es una ciudad y  municipio situada en el distrito de Kottayam en el estado de Kerala (India). Su población es de 22056 habitantes (2011). Se encuentra a orillas del río Meenachil, a 26 km de Kottayam y a 61 km de Cochín.

## Demografía
Según el censo de 2011 la población de Palai era de 22056 habitantes, de los cuales 10768 eran hombres y 11288 eran mujeres. Palai tiene una tasa media de alfabetización del 97,63%, superior a la media estatal del 94%: la alfabetización masculina es del 97,97%, y la alfabetización femenina del 97,32%.